# Schrankia kalchbergi
Schrankia kalchbergi är en fjärilsart som beskrevs av Otto Staudinger 1876. Schrankia kalchbergi ingår i släktet Schrankia och familjen nattflyn. Inga underarter finns listade.